# 雪暴 (电影)
《雪暴》（英語：Savage），是一部于2019年上映的犯罪电影。由张震、倪妮、廖凡领衔主演，2019年4月30日于中国大陆上映。

## 剧情
故事发生在一座中国极北的边陲小镇，讲述警察与抢劫黄金的匪徒对决的故事。

## 演员列表

### 主要演员
| 演员姓名 | 角色名称     | 介绍             |
| 张震     | 王康浩       | 警察             |
| 倪妮     | 孙妍         | 醫生，王康浩女友 |
| 廖凡     | 劫匪团伙老大 |                  |

### 其他演员
| 演员姓名 | 角色名称 | 介绍     |
| 黄觉     | 老二     | 劫匪团伙 |
| 刘桦     | 郭三     |          |
| 张奕聪   | 老三     | 劫匪团伙 |
| 李光洁   | 韩晓松   | 警察     |
| 王太利   |          |          |
| 岳小军   | 李聾子   |          |